# Sains, Ille-et-Vilaine
Sains (tiếng Breton: Sent) là một xã của tỉnh Ille-et-Vilaine, thuộc vùng Bretagne, miền tây bắc nước Pháp.